# Acetil-CoA hidrolasa
La acetil-CoA hidrolasa (EC 3.1.2.1) es una enzima que cataliza la siguiente reacción química:
Por lo tanto, los dos sustratos de esta enzima son la acetil-coenzima A y agua, mientras que sus productos son la coenzima A, acetato y un ion hidrógeno.
Esta enzima pertenece a la familia de las hidrolasas, más específicamente a aquellas hidrolasas que actúan sobre enlaces tioéster. El nombre sistemático de esta clase de enzimas es acetil-CoA hidrolasa. Otros nombres de uso común son: acetil-CoA desacilasa, acetil-CoA aciliasa, acetil coenzima A hidrolasa, acetil coenzima A desacilasa, acetil coenzima A aciliasa y acetil-CoA tiol esterasa. La enzima participa en el metabolismo del piruvato.

## Estudios estructurales
Hasta el año 2007 se había resuelto una estructura terciaria para esta clase de enzimas, a la que se puede acceder con el código PDB: 2H4U.